# Festas da Nazaré

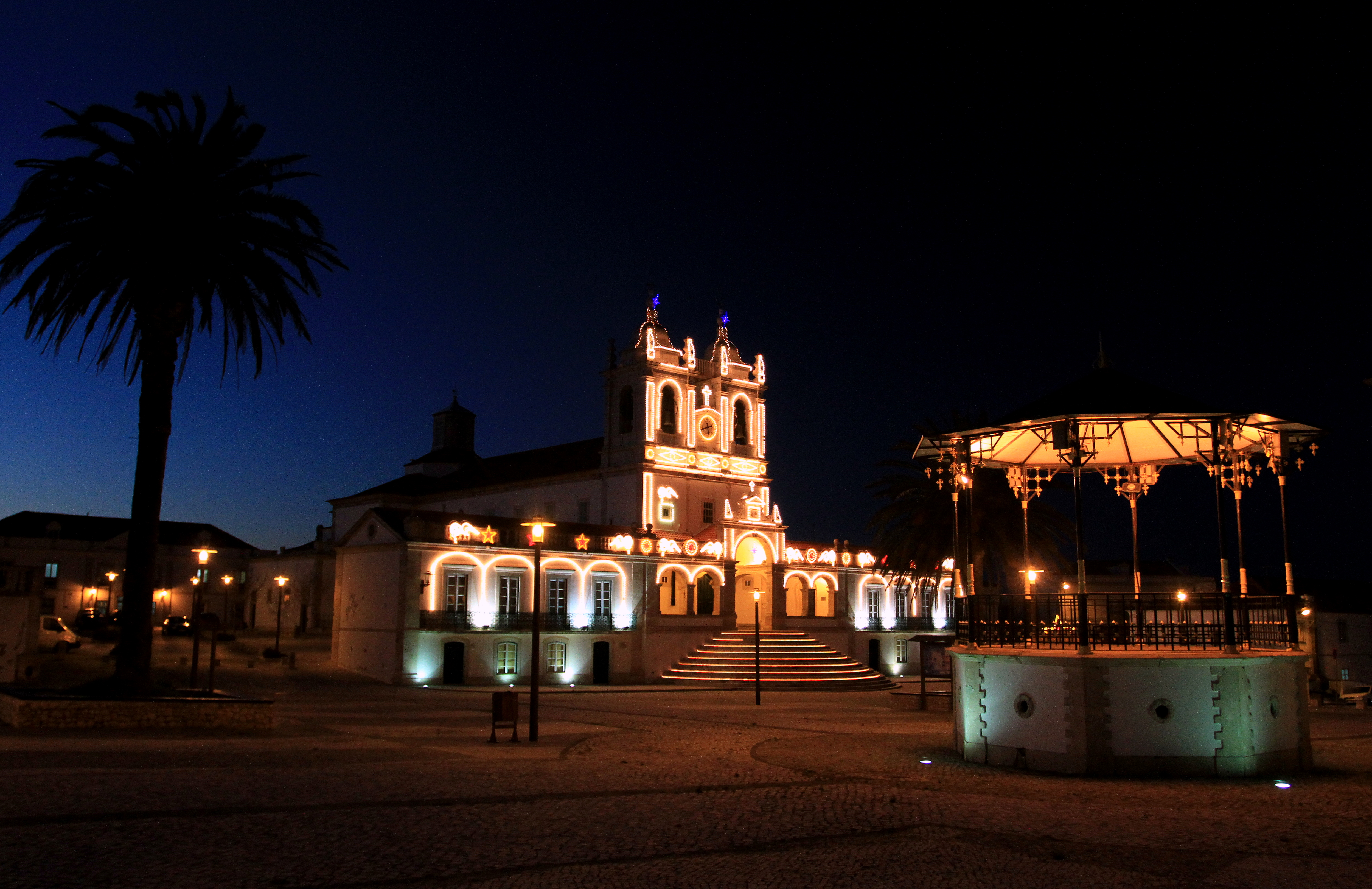

As Festas da Nazaré acontecem anualmente no Sítio da Nazaré, desde a Idade Média, para comemorar o milagre de Nossa Senhora da Nazaré que, a 16 de Setembro de 1182, salvou o cavaleiro D. Fuas Roupinho de uma queda mortífera do cimo do promontório da Nazaré (Portugal).
Por altura das Festas, na segunda metade do século dezanove juntava-se no Sítio uma multidão de vinte a trinta mil pessoas, muitas das quais vinham em romarias organizadas, os Círios. Os mais importantes vinham de Mafra (Círio da Prata Grande), de Porto de Mós, de Óbidos, de Lisboa, e de muitas outras povoações da Estremadura. Os romeiros e os festeiros instalavam-se em casas, em tendas, montadas no Sítio e no pinhal, nos alpendres da igreja, onde houvesse lugar.
As Festas tinham uma componente religiosa, centrada no Santuário, com missas, pregações e procissões, e uma componente profana espalhada pelas ruas e largos do Sítio, constando de touradas, danças, jogos, corridas de cavalos, pirotecnia, malabaristas, ou espetáculos de teatro, ópera, música, entre outros divertimentos onde a comida e a bebida tinham um lugar privilegiado. A parte comercial era uma componente bastante forte. À noite os espetáculos de fogo de artifício preso e aéreo atraíam milhares de pessoas e eram visíveis a dezenas de quilómetros do Sítio.
As Festas mantiveram-se bastante afamadas e concorridas até meados da última década do século vinte. Em 2001 foram deslocadas para um recinto vedado, no pinhal, fora do Sítio, o que levou a que hoje estejam quase extintas, pois perderam o encanto e tradição multisecular que as distinguia das demais, desejando todos os que as vivenciaram que renasçam, tal como a Fénix pintada na abóbada da Capela da Memória, no Sítio.